# آتیغای
آتیغای (قزاقی: Атығай) یک شهرک در استان پاولودار کشور قزاقستان است.